# Daniel Lieneke
Daniel Lieneke (* 5. Juni 1981) ist ein ehemaliger deutscher Basketballspieler. Der 2 Meter große Flügelspieler absolvierte 57 Spiele in der Basketball-Bundesliga für die Paderborn Baskets.

## Laufbahn
Lieneke gab im Alter von 17 Jahren sein Zweitligadebüt für seinen Heimatverein TV Salzkotten, nachdem er erst zwei Jahre zuvor in der Jugendabteilung des Klubs mit dem Basketball begonnen hatte. Vor der Saison 2000/01 zog sich Salzkotten aus der zweiten Liga zurück. 2002 wechselte er zu den Paderborn Baskets (2. Bundesliga), nachdem er in der Saison 2001/02 neben seiner Spielertätigkeit in Salzkotten bereits erste Einsätze im Paderborner Dress erhalten hatte.
2005/06 wurde er mit Paderborn ungeschlagener Meister der 2. Bundesliga Nord und stieg mit der Mannschaft in die Basketball-Bundesliga auf. Anders als in der zweiten Liga, wo Lieneke Leistungsträger war, kam er in der BBL verhältnismäßig wenig zum Zug. In der Saison 2006/07 kam er in 26 Bundesliga-Spielen auf eine mittlere Einsatzzeit von 5:44 Minuten pro Partie und erzielte statistisch einen Punkt je Spiel.
Zwischen 2007 und 2009 war er wieder für den TV Salzkotten in der ersten Regionalliga aktiv, kehrte nach einer starken Saison 2008/09, in der er vom Internetportal eurobasket.com zum besten deutschen Spieler der 1. Regionalliga West gekürt wurde, in Paderborns Bundesliga-Kader zurück. In der Saison 2009/10 bestritt Lieneke 31 Bundesliga-Spiele und erzielte im Schnitt 3,2 Zähler. Paderborn landete in dieser Saison auf dem letzten Platz und stieg in die 2. Bundesliga ProA ab. In der ProA gehörte der Flügelspieler zwei weitere Jahre zu Paderborns Aufgebot, ehe er 2012 erneut nach Salzkotten wechselte. In der Saison 2012/13 wurde er abermals von eurobasket.com als bester deutscher Akteur der 1. Regionalliga West ausgezeichnet. Im Anschluss an die Saison 2015/16 beendete er seine Leistungssportkarriere.
Neben seiner Basketball-Laufbahn absolvierte Lieneke ein Lehramtsstudium in den Fächern Mathematik und Sport. Im Sommer 2019 wurde er Co-Trainer der Regionalliga-Mannschaft des TV Salzkotten.